# Leiden Lions
Leiden Lions is een ijshockeyvereniging uit Leiden, in de Nederlandse provincie Zuid-Holland.

## Oprichting ijshockeyteam Leiden Lions
Na oprichting van de eerste Ton Menken ijshal in Leiden, werd door deze sponsor de vereniging Leiden Lions opgericht in 1977. In 1978 trad het voormalige “Leiden Lions” ijshockeyteam toe tot de eerste divisie (nu eredivisie) onder de naam Menken/Leiden. In 1979 was de ijshockeyclub Leiden Lions genoodzaakt zich terug te trekken uit de eerste divisie. In hetzelfde jaar onderging het bestuur ingrijpende wijzigingen toen de drie bestuursleden van het eerste uur, Ton Menken, Theo Nijssen en Koos Pison, hun functies neerlegden. 

## Oprichting ijshockeyvereniging Leiden Lions
Het nieuwe bestuur werd gevormd door voorzitter Pim van Halem en secretaris/penningmeester Jack Ham. Drie ouders van jeugdleden, Barry Walker, Ben v.d. Berg en Dieuwertje Erades completeerden het bestuurscollege. Met dit nieuwe bestuur werd het eerste divisie tijdperk afgesloten en ijshockey in een nieuwe vorm gegoten, waarbij de focus op de jeugd lag en het opbouwen van een gezonde vereniging. Op 2 november 1979 werd ijshockey vereniging Leiden Lions officieel opgericht. 
In 1980 werd een overeenkomst gesloten met de Amsterdamse sponsor De Bisschop, waarna onder het bestuur van Jack Ham het Leidse seniorenijshockey na één jaar afwezigheid terugkeerde in de tweede divisie. Deze Leidse/Amsterdamse formatie speelde onder de naam De Bisschop/Leiden. Nadat de Amsterdamse sponsor stopte, werden de Amsterdamse spelers teruggehaald en bleef Leiden achter met een restant recreatie-ijshockeyers en een forse schuld. 
In verband met de sluitingsproblematiek rondom de ijsbaan in Leiden, werd er gekeken naar een mogelijke nieuwe uitvalsbasis.
Vanaf 1982 was het bestuur van Leiden Lions, nu gevormd door voorzitter Jack Ham, secretaris Dieuwertje Erades, penningmeester Jaap Lasschuit en de leden Norbert Wiesmeijer en Cees den Haan sr., niet alleen bestuur van de Leiden Lions, maar ook van een in oprichting zijnde vereniging in Zoetermeer, te weten IJ.S. Zoetermeer.
Na drie jaar keerde Leiden Lions terug op nationaal niveau in de tweede divisie in 1984. Het team kwam in de competitie uit onder de naam Karma Lions. De trainingen en coaching waren in handen van Leo van Dijk. Ook dit avontuur was van korte duur, nadat de sponsor in moeilijkheden kwam en afhaakte. Karma Lions kwam twee seizoenen uit in de tweede divisie. 

## Leiden Lions heden
De vereniging is gegroeid in seniorenteams en juniorenteams. In Leiden wordt er op dit moment alleen recreatief ijshockey gespeeld in diverse divisies van de Nederlandse competitie. De vereniging telt momenteel bijna tweehonderd leden.
Ron Berteling maakt vanaf seizoen 2014-2015, deel uit van de technische staf van Leiden Lions. De voormalige international vervult binnen de jeugdopleiding van de vereniging de rol van Hoofd Opleidingen Jeugd. Berteling heeft een eenjarige verbintenis bij de vereniging.

## Seniorencompetitieteams
- Islanders - derde divisie
- Key Town Tigers - vierde divisie (kampioen van Nederland seizoen 2018-2019 - vierde divisie en kampioen van Nederland seizoen 2016-2017 - vijfde divisie)
- Lions -  vierde divisie
- Polar Bears - vierde divisie
- Gladiators - vijfde divisie

## Seniorentrainingsteams
- Rusty Blades
- Blues

## Juniorenteams
- U9, U10, U11, U13 Toekomst team,